# Муркос, Георгий Абрамович
Георгий (Юрий) Абрамович Муркос (1846, Дамаск — 1911, Дамаск) — российский востоковед-арабист и религиозный деятель арабского происхождения, духовный писатель (псевдоним Русский паломник). Был вторым арабом в истории России, возглавившим кафедру в звании профессора.

## Биография
Родился в семье православных арабов-христиан, его отец Авраам был священником и приближённым антиохийского патриарха. Образование получил сначала в Константинополе — в Эллинской школе Фенера на острове Халки, потом в России — в Санкт-Петербургской духовной семинарии и на восточном факультете Санкт-Петербургского университета.
В июле 1871 года принял присягу на подданство Российской империи и стал исправлять должность экстраординарного профессора специального класса кафедры арабской словесности в Лазаревском институте восточных языков. Из-за незнания «новых языков» он не мог сдать магистерского экзамена и оставался в этой начальной должности 30 лет, до выслуги лет. После этого он продолжал служить до 1906 года в московском главном архиве Министерства иностранных дел.
Фанариотская школа не помешала ему стать врагом господства фанариотской ксенократии на его родине, и он, в противоположность консерватору-отцу, примкнул к так называемой либеральной арабской партии и стал непримиримым противником греческой патриархии.
Георгий Муркос — автор нескольких работ по арабистике. Он перевёл с арабского «Муаллака Имру-уль-Кайса», написав к нему предисловие с объяснением термина «Муаллака» и дав краткие биографические сведения об Имру-уль-Кайсе (Москва, 1882 и Санкт-Петербург, 1885) Им была переведена арабская рукопись «Путешествие Антиохийского патриарха Макария в Россию в первой половине XVII века» («Чтения Московского общества истории и древностей российских». Вып. 1—5. — 1896—1900 и отд. изд.) Им также были изданы: «Новейшая литература арабов» (во II томе «Всеобщей истории литературы» Корша и Кирпичникова), «Извлечения из Корана и других авторитетных мусульманских книг об отношениях к иноверцам» (Москва, 1877).
Когда болгары решили избавиться от греческого духовного владычества, Муркос, считая положение болгар и православных арабов вполне тождественным, напечатал статью «Мнение православных арабов о греко-болгарской распре» («Православное Обозрение». — 1880) и стал помещать в «Московских ведомостях» (под псевдонимом «Русский паломник») исторические исследования об отнятии имений Св. Гроба фанариотами у православных арабов, проекты борьбы с фанариотами и корреспонденции из Сирии и Палестины, куда часто ездил, о фанариотских злоупотреблениях. Фанариоты же издали против Муркоса книгу «Новые поборники Православия» (М., 1892).
Муркос являлся действительным членом Московского археологического общества (член-корреспондент с марта 1888).
В 1906 году Г. А. Муркос уехал на родину, где спустя пять лет скончался от паралича.